# Funso Ojo
Funso Ojo (ur. 28 sierpnia 1991 w Antwerpii) – belgijski piłkarz grający na pozycji defensywnego pomocnika lub na boku obrony. Od 2017 jest zawodnikiem Scunthorpe United.

## Kariera
Zanim dołączył do PSV, grał w młodzieżowych zespołach Olse Merksem i Germinal Beerschot. W sezonie 2008/09 zadebiutował w pierwszej drużynie w meczu KNVB Cup. Ojo zadebiutował w Eredevisie 5 maja 2009 przeciwko Willem II. Następnie grał w Beerschot AC, Royal Antwerp FC i FC Dordrecht. W 2015 przeszedł do Willem II, a w 2017 do Scunthorpe United.